# Sebenta (banda)
Os seBENTA são uma banda de rock portuguesa. O projecto foi iniciado em 2004 e conta na sua formação com Paulecas (baixo e voz), André Fadista (bateria), Ricko- (guitarras) 
O seu primeiro álbum editado foi "O Beijo" em 2006, com produção de Flak (Rádio Macau e Micro Audio Waves). O trabalho composto por 10 temas, quase todos originais, excepto Olá, Tenho Que Ir Andando da autoria de Jorge Palma e um poema da autoria de José Luís Peixoto. Há ainda participações de Gui, saxofonista dos Xutos & Pontapés, Iza Peixinho com flauta transversal, Carlos Miguel na bateria e Margarida Cardeal com a sua voz no poema O (Beijo).
O seu segundo disco é editado em 2008, com 11 temas é intitulado "Efeito Secundário", com produção de Cajó (produtor dos Xutos & Pontapés). Neste participam Gui, Marcelo Wig (baterista de Patrick Wolf) nas programações e teclados, José Luís Peixoto como autor de um poema original e a actriz Margarida Cardeal, que deu voz a esse poema.
No início de 2012, os seBENTA voltaram a estúdio, os Estúdios Namouche, para gravar o seu terceiro álbum "Coração Parte Um". 
O primeiro single do álbum, Grita Pelo Nosso Amor, com letra de Paulecas, música dos seBENTA (Paulecas, Fadista e Quico), foi também produzida por eles, misturada pelo Joaquim Monte nos Estúdios Namouche, masterizada em Nova Iorque, nos estúdios MasterDisk, por Andy VanDette, e fabricado na MPO em final de Fevereiro de 2012, marcou a também a transição da banda para a recém-formada editora Indies & Co. Boys.
O evento de lançamento oficial foi na Pensão Amor, em Lisboa, no dia 24 de Abril.
Em Maio de 2015 os seBENTA editam novo single "VIVE", com participações de Zé Pedro (Xutos & Pontapés) e do reconhecido surfista Garrett McNamara.

## Discografia
- 2006 - O Beijo (iPlay)
- 2008 - Efeito Secundário (iPlay)
- 2012 - Grita Pelo Nosso Amor (single) (Indies & Co. Boys)
- 2013 - Coração Parte Um (Indies & Co. Boys)
- 2015 - VIVE (single) (Indies&Co.Boys)
- 2016 - Nova Vaga